# بروس ويبر
بروس ويبر (بالإنجليزية: Bruce Weber)‏ هو مدرب كرة سلة أمريكي، ولد في 19 أكتوبر 1956 في ميلواكي في الولايات المتحدة.

## وصلات خارجية
- بروس ويبر على موقع كلية كرة السلة في سبورتس رفرنس.كوم (الإنجليزية)

- بروس ويبر على موقع إن إن دي بي (الإنجليزية)